# Muskoka Lakes
Pour les articles homonymes, voir Muskoka.
Muskoka Lakes est un canton de l'Ontario (Canada) situé dans la municipalité de district de Muskoka.

## Démographie
| 2001  | 2006  | 2011  | 2016  |
| ----- | ----- | ----- | ----- |
| 6 042 | 6 467 | 6 707 | 6 588 |